# Foville-Syndrom
Das Foville-Syndrom tritt bei einer Schädigung des Hirnstammes als alternierende Hirnstammläsion auf und wird auch als Syndrom des kaudalen Brückenfußes definiert mit Blickparese, Fazialisparese und gekreuzter Hemiparese.
Synonyme sind: Foville-Lähmung; Foville-Brücken-Syndrom; Kaudales Syndrom der Brückenhaube; lateinisch Hemiplegia abducento-facialis alternans; Hemiplegia alternans inferior pontina
Die Bezeichnung bezieht sich auf den Erstautor der Erstbeschreibung aus dem Jahre 1859 durch den französischen Neurologen und Psychiater Achille-Louis-François Foville (1799–1878).
Das Syndrom ist nicht mit dem Millard-Gubler-Syndrom zu verwechseln.

## Ursache
Der Erkrankung liegt eine Läsion im Brückenfuß (Pars basilaris pontis) zugrunde, häufig Tumoren oder Durchblutungsstörungen im Bereich der Arteria basilaris oder deren Stromgebiet.

## Klinische Erscheinungen
Klinische Kriterien des eigentlichen Foville-Syndromes sind:
- Ipsilaterale periphere Fazialisparese
- Ipsilaterale Abduzensparese
- Kontralaterale Hemiparese mit Hemianästhesie

Begrifflich zu trennen sind das
- Foville-Brücken-Syndrom ohne Fazialisparese, englisch Foville's syndrome II; Foville's pontine syndrome
- die Foville Parese, englisch Foville’s syndrome I; Foville's peduncular syndrome; Foville’s paralysis
  - Oberes Foville-Schenkel-Syndrom mit  ipsilateraler Okulomotoriusparese, kontralateraler Fazialisparese und gekreuzter Gliedmaßenlähmung
  - Unteres Foville-Schenkel-Syndrom mit ipsilateraler Fazialisparese und Okulomotoriuslähmung und gekreuzter Gliedmaßenlähmung